# Alexej Stachowitsch

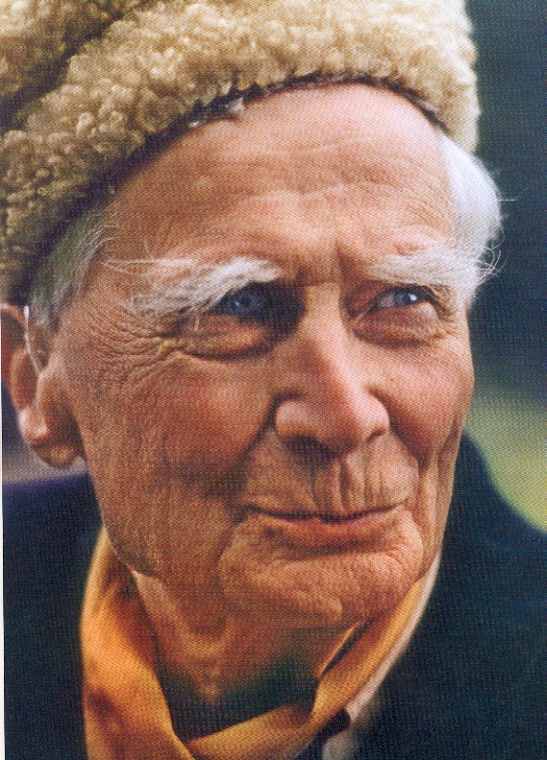
Alexej Stachowitsch 2007

Alexej Stachowitsch (* 10. Oktober 1918 in Stockholm; † 1. April 2013 in Limburg an der Lahn; auch bekannt unter seinem Fahrtennamen Axi) war ein österreichisch-russischer Autor, Pädagoge, Liedermacher, Techniker, Pfadfinder, Wandervogel und Bergsteiger.
Stachowitsch gilt als eine wichtige Gestalt der Nachkriegs-Jugendbewegung in Deutschland und Österreich. Er war Programmchef und Lagerliedverfasser beim siebten Weltjamboree in Bad Ischl, erster Schulleiter des Werkschulheims Felbertal, Ordensführer im Nerother Wandervogel, Mitbegründer des Freien Bildungswerkes Balduinstein und Gründer des Jungenbundes Phoenix. Beruflich war er im Bereich Nachrichtentechnik, in der Automobilindustrie und als Offizier im österreichischen Bundesheer tätig.

## Leben
Alexej Stachowitsch kam als Sohn des Michail Alexejewitsch Stachowitsch (1889–1967), eines Diplomaten an der russischen Gesandtschaft in Stockholm, zur Welt. Die Familie Stachowitsch aus Palna-Michailowka im Gouvernement Orjol, südlich von Moskau, stammte ursprünglich aus Polen, schloss sich den Saporoger Kosaken in der heutigen Ukraine an und siedelte erst später nach Russland über. Nach der Oktoberrevolution floh die Familie durch verschiedene europäische Staaten, bis sie 1921 von Verwandten nach Salzburg eingeladen wurde. Dort besuchte Stachowitsch die Volksschule und das Realgymnasium.
1929 trat Stachowitsch in den Österreichischen Pfadfinderbund (ÖPB), Gruppe Salzburg 2, ein. 1933 nahm er am vierten Welt-Jamboree im ungarischen Gödöllő teil, wo er noch Robert Baden-Powell sah. 1935 erwarb Stachowitsch die österreichische Staatsbürgerschaft und wurde in den österreichischen Olympiakader einberufen. Er wurde Salzburger Jugendmeister im Laufsport 1935 und 1936. Stachowitsch wurde Gruppenführer im ÖPB, blieb dies aber nur zwei Jahre bis zu dessen Zwangsauflösung 1938. 1937 machte er seine Matura und begann eine Radioelektronikerausbildung, zugleich war er Offiziersbewerber in der Wiener Heerestelegraphenabteilung. Mit dem Anschluss Österreichs an das Deutsche Reich 1938 kam er auf die Kriegsschule der Wehrmacht in Hannover, wo er seine Offiziersprüfung ablegte und 1939 Leutnant wurde. Während des Zweiten Weltkrieges war er unter anderem im Armeenachrichtenregiment an der Westfront, später in der Heeresgruppe Süd an der Ostfront. Nach dem Krieg machte er 1947 den Meister als Radiomechaniker und arbeitete in einer Werkstatt in Salzburg.
Ab 1945 war er maßgeblich beteiligt am Wiederaufbau des österreichischen Pfadfindertums (Pfadfinder Österreichs, PÖ). Er wurde Landesfeldmeister von Salzburg. Die Gründung des Salzburger Jugendbeirats unter seiner Mitwirkung fiel ebenfalls in diese Zeit. Für das „Lager der Freundschaft“ im Montafoner Tal 1946 mit deutschen, schweizerischen, österreichischen, französischen und italienischen Pfadfindern, dem ersten Lager dieser Art nach dem Zweiten Weltkrieg, komponierte er das Lagerlied. 1947 nahm er am Woodbadge-Kurs im Gilwell-Park in England teil. Als Helfer des Internationalen Pfadfinderbüros assistierte er 1948 beim Wiederaufbau der deutschen Pfadfinderbewegung und wurde Mitbegründer des Bundes Deutscher Pfadfinder (BDP). Er hielt Vorlesungen an der philosophischen Fakultät der Universität Salzburg zur Jugendbewegung, wurde Mitglied der Internationalen Pfadfinderkonferenz und studierte durch ein Stipendium angewandte Psychologie und Soziologie in Amerika. 1950 wurde er einer der Organisatoren beim ersten Gilwell-Kurs der PÖ. Beim siebten Weltjamboree 1951 in Bad Ischl war er zuständig für das Programm und Verfasser des in weiterer Folge bis ins 21. Jahrhundert gepflegten Jamboree-Liedes Brüder auf und hört die Melodie. Im gleichen Jahr gründete er ein Internat, das Werkschulheim Felbertal im Felbertal in Baracken, das 1964 nach Ebenau übersiedelte, und war dessen erster Schulleiter. Die Idee entsprang seiner eigenen Berufserfahrung: Matura mit Lehrberuf. So war auch die Radiotechnik ab 1953 dabei.
Nachdem er 1958 die Schulleitung abgegeben hatte, stieg er beim Automobilbetrieb Simca in der Fabrikation ein, später wechselte er in den kaufmännischen Bereich.
Um 1961 erfolgte sein erster Besuch auf der Burg Waldeck, wo er in Kontakt mit dem Nerother Wandervogel kam und sich mit dessen Bundesführer Karl Oelbermann anfreundete. 1963 übernahm er dann die Jungengruppe „Kosakenorden“ als Ordensführer im Nerother Wandervogel. 1964 übernahm Stachowitsch die Vertretung der Generaldirektion von Simca in Deutschland in Raunheim. Wenig später wechselte Stachowitsch zum Nachrichtentechnischen Beratungsbüro in Frankfurt am Main. Er nahm eine ausgiebige Reisetätigkeit auf. Ab 1972 war er Angestellter der AEG-Telefunken AG in Backnang. Er beschäftigte sich mit dem Aufbau von Rundfunksendern außerhalb Europas.
1973 legte er die Führung der Jungengruppe „Kosakenorden“ nieder und zog sich als Alt-Nerother aus der aktiven Gruppenarbeit im Nerother Wandervogel zurück. Im Jahr darauf war er Mitbegründer der Bildungs- und Begegnungsstätte auf Burg Balduinstein. 1976 gründete er den Jungenbund Phoenix, dessen Bundesführer er bis 2011 war.
1973 besuchte er den im Aufbau befindlichen Zellhof (Gemeinde Mattsee) mit einer Laute mit bunten Bändern unter dem Arm. Für den Zellhof schrieb er auch ein Lied, das im Landesverband Salzburg der PPÖ weiter gepflegt wurde.
In den 1970er Jahren besuchte Stachowitsch öfter Salzburg und Österreich, um an Waffenübungen des österreichischen Bundesheeres teilzunehmen. Er hatte damals den Rang eines Oberstleutnants der Reserve.
Am Mondseeberg bei Mondsee besuchte er sein kleines Ferienhaus.
1981 zog Stachowitsch auf Burg Balduinstein ein und wurde Schriftleiter der Zeitschrift Stichwort. 1983 kaufte er den „Phoenixhof“ in Weroth (Westerwald) als Alterssitz, der zum Zentrum des Jungenbundes Phoenix umgebaut wurde. 1988 war Stachowitsch bei der Organisation des Meissner-Lagers tätig. Auf Grund unterschiedlicher Zielsetzung beendete Axi 1989 die Zusammenarbeit mit dem Bildungswerk Balduinstein. 1991 arbeitete Stachowitsch kurzzeitig in der Russlandhilfe des Roten Kreuzes als Delegationsleiter. Im gleichen Jahr wurde er zum Ehren-Oberst der sibirischen Kosaken ernannt. 2001 wirkte er bei der Reunion „50 Jahre Jamboree Bad Ischl“ mit. Seit 2003 war er Träger der Goldenen Lilie der PPÖ, der nach dem Silbernen Steinbock zweithöchsten Auszeichnung der PPÖ. Diese Ehrung wurde ihm posthum im Juli 2017 einstimmig in einem Beschluss des Bundesrats der PPÖ aberkannt. Diese Entscheidung war unter anderem eine Reaktion auf einen Artikel im Stichwort, in dem der Bundesführer des Jungenbund Phoenix über Grenzverletzungen und sexuelle Übergriffe von Axi im Laufe seines Lebens berichtete. Stachowitsch engagierte sich bei zahlreichen Veranstaltungen, so dem von Pfadfindern und bündischer Jugend initiierten „Augsburger, Würzburger und Rheinischen Singewettstreit“, dem Untermerzbacher Kreis. Am 1. April 2013 verstarb er in Limburg/Lahn und wurde im Familiengrab auf dem Salzburger Kommunalfriedhof beigesetzt.
Stachowitsch war orthodoxer Christ. Er war verheiratet, zwei seiner drei Kinder sind jung verstorben.
Nach seinem Tod wurden Vorwürfe erhoben, dass Alexej Stachowitsch im Lauf seines Lebens zahlreichen Jugendlichen sexualisierte Gewalt angetan habe.

## Veröffentlichungen
- Kosakenwacht. 1964.
- Sinn und Un-Sinn. Eine Bündische Herausforderung. Verlag Horst E. Visser, Duisburg 1974.
- Freude. Südmarkverlag, Heidenheim 1981. ISBN 3-88258-059-3. (Liederbuch)
- Bündisches Leben – wozu? Deutscher Spurbuchverlag, Baunach 1995. ISBN 3-88778-199-6.
- Schule ein Abenteuer. Guggenberger Verlag, 2001. ISBN 3-901928-07-3.
- Wegzeichen – Lieder und Gedanken eines Lebens. Deutscher Spurbuchverlag, Baunach 2006. ISBN 978-3-88778-304-4.
- zahlreiche Texte in: Bündisch ist... Beiträge zur Frage nach dem Bündischen. Freies Bildungswerk Balduinstein, Balduinstein 1977. (2. Auflage 1979)

## Diskografie
- Ty morjak, Der Orden der Kosaken im Nerother Wandervogel singt unter der Leitung von Alexej Stachowitsch 21 Lieder. Thorofon, 1974. FTH 134.

## Von ihm verfasste Lieder A–Z
A
- Adveniat, komm Herre Christ

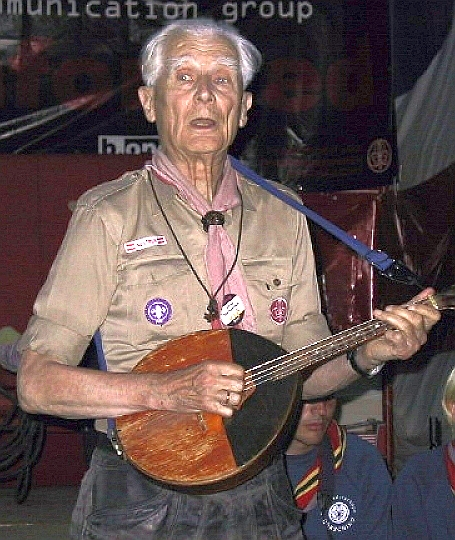
Alexej Stachowitsch spielt „Brüder auf“ bei der Abschlussveranstaltung des „b.open“ (2001).

- Alle Straßen dieser Erde, führen jeden nur im Kreis
- Auf Spuren die längst der Wind verweht
- Aus den Nebeln in helles Licht geht alles Fahren

B
- Brech mir Rosen, rote Rosen
- Brüder auf (Jamboreelied Bad Ischl, 1951)[6]

D
- Das Regiment zieht schon am Ufer
- Der Geist ist müd, die Hoffnung leer (Fahren)
- Der Wald ragt wie ein Schatten empor
- Donnerwetter
- Durch die Nacht und durch die Müdigkeit
- Durch Spaniens heiße Zonen

E
- Eh die Sonne über Berg und Tal
- Einmal einfach loszusingen (Freude)
- Ein Lied ist Blühen ohne Wende
- Es pfeift der Wind vom Tauern

F
- Freunde liebt das Leben wie ein Freudenfest

H
- Heio, wir fahren in die Welt
- Heut blüh’n aus Steinen Rosen

I
- Ich hab was gegen Massenwahn
- Ich sah den Wald sich färben
- In den Wind, in den Wind alles singen

K
- Knabbere die Knochen deiner Tante an

L
- Laßt das Leben sprühen
- Laßt den Plunder rosten
- Liebe aller zu erlangen

M
- Mag der Leib in Felsen liegen
- Mein ganzes Leben sei ein Fahren
- Mir ist Frieden nicht beschieden
- Müht euch Brüder nicht vergebens

P
- Pfaderer, aufgepasst

R
- Raubt das Dunkel Horizonte

S
- Sie fahren aus in alle Lande
- So pfeift der Wind von Tauern
- Sonne brennt in jede Faser

T
- Tam, gde volny
- Thailand (Grüne Flut im Regenwald)
- Toben, Jubel und wilder Tanz
- Ty wsaidi
- Türkische Sonne brennt auf uns nieder

U
- Und klingen leise Lieder

V
- Versungen und verloren, die Augen fragen stumm
- Von den Tauern stürmt der Föhn

W
- Was geht es euch an, wenn es uns anders gefällt
- Was laßt ihr Brüder Köpfe hängen?
- Weiten, endlose Weiten, nirgends rastet der Schritt
- Wenn tausend Esel schreien
- Wind greift in die Wälder, Wipfel wogen grün
- Wir kreisen um die Dinge immer rundherum
- Wir sind lange, wir sind weit gefahren (Gaudia aeterna)
- Wir tragen keine Lanzen mehr
- Wir ziehen lachend durch die Straßen
- Wolf, Wolf, Wolf